# Campeonato de Clubes Árabes 2017
La Copa de Clubes de la UAFA 2017 es la primera edición (27º en general) de este torneo de fútbol a nivel de clubes del Mundo Árabe organizado por la UAFA y que contó con la participación de 12 equipos representantes de África del Norte, Medio Oriente y África Oriental, 12 equipos menos que en la edición anterior.
Esta edición es una versión reformada de la anterior Liga de Campeones Árabe y cuyo campeón fue el Espérance Sportive de Tunis de Túnez, el cual venció en la final al Al-Faysali de Jordania para coronarse campeón del torneo por tercera vez.

## Eliminatoria

### Preliminar 1

#### Zona Asia
| Equipo 1 | Agr. | Equipo 2 | Ida | Vuelta |
| -------- | ---- | -------- | --- | ------ |
| Al-Riffa | 1–5  | Al-Ahed  | 0–1 | 1–4    |

#### Zona África
| Pos. | Equipo                    | Pts. | PJ | G | E | P | GF | GC | Dif. |  | DJI | DEK | VOL |
| ---- | ------------------------- | ---- | -- | - | - | - | -- | -- | ---- |  | --- | --- | --- |
| 1    | ASAS Djibouti Télécom (H) | 2    | 2  | 0 | 2 | 0 | 1  | 1  | 0    |  | —   | 1–1 |     |
| 2    | Dekedaha                  | 2    | 2  | 0 | 2 | 0 | 1  | 1  | 0    |  | —   | —   | 0–0 |
| 3    | Volcan Club               | 2    | 2  | 0 | 2 | 0 | 0  | 0  | 0    |  | 0–0 | —   | —   |

 Fuente: UAFA

### Preliminar 2
| Equipo 1              | Agr.      | Equipo 2         | Ida       | Vuelta    |
| Zona Asia             | Zona Asia | Zona Asia        | Zona Asia | Zona Asia |
| --------------------- | --------- | ---------------- | --------- | --------- |
| Al-Ahed               | 3–0       | Shabab Al-Khalil | 1–0       | 2–0       |
| Zona África           |           |                  |           |           |
| ASAS Djibouti Télécom | 1–2       | Al-Merrikh       | 1–1       | 0–1       |

### Play-off
| Equipo 1         | Agr.      | Equipo 2      | Ida       | Vuelta    |
| Zona Asia        | Zona Asia | Zona Asia     | Zona Asia | Zona Asia |
| ---------------- | --------- | ------------- | --------- | --------- |
| Al-Jaish         | 0–1       | Naft Al-Wasat | 0–0       | 0–1       |
| Al-Ahed          | 6–1       | Fanja         | 2–1       | 4–0       |
| Zona África      |           |               |           |           |
| FC Tevragh-Zeina | 2–3       | Al-Merrikh    | 0–1       | 2–2       |

## Fase de grupos

### Grupo A
| Club           | J | G | E | P | GF | GC | GD | Pts |
| -------------- | - | - | - | - | -- | -- | -- | --- |
| Al-Faisaly     | 3 | 3 | 0 | 0 | 4  | 1  | +3 | 9   |
| Al-Ahly SC     | 3 | 2 | 0 | 1 | 4  | 2  | +2 | 6   |
| NA Hussein Dey | 3 | 1 | 0 | 2 | 4  | 4  | 0  | 3   |
| Al-Wahda FC    | 3 | 0 | 0 | 3 | 1  | 6  | -5 | 0   |

| 22 de julio de 2017 | NA Hussein Dey           | 2–0     | Al-Wahda | Al-Salam Stadium, El Cairo              |                                         |
|                     | Addadi 11' · Gasmi 45+1' | Reporte |          | Árbitro(s): Redouane Jiyed ( Marruecos) | Árbitro(s): Redouane Jiyed ( Marruecos) |

| 22 de julio de 2017 | Al-Ahly | 0–1     | Al-Faisaly       | Al-Salam Stadium, El Cairo            |                                       |
|                     |         | Reporte | Al-Rawashdeh 55' | Árbitro(s): Nawaf Shukralla ( Baréin) | Árbitro(s): Nawaf Shukralla ( Baréin) |

| 25 de julio de 2017 | Al-Faisaly | 1–0     | NA Hussein Dey | Al-Salam Stadium, El Cairo                     |                                                |
|                     | Mendy 52'  | Reporte |                | Árbitro(s): Turki Al-Khudair ( Arabia Saudita) | Árbitro(s): Turki Al-Khudair ( Arabia Saudita) |

| 25 de julio de 2017 | Al-Wahda | 0–2     | Al-Ahly                   | Al-Salam Stadium, El Cairo            |                                       |
|                     |          | Reporte | 32' Barakat · 84' Mohareb | Árbitro(s): Youssef Essrayri ( Túnez) | Árbitro(s): Youssef Essrayri ( Túnez) |

| 28 de julio de 2017 | Al-Wahda  | 1–2     | Al-Faisaly               | Al-Salam Stadium, El Cairo   |                              |
|                     | Batna 41' | Reporte | 76' Łukasz · 90+2' Zuway | Árbitro(s): Mohammed Darwish | Árbitro(s): Mohammed Darwish |

| 28 de julio de 2017 | Al-Ahly                          | 2–1     | NA Hussein Dey  | Al-Salam Stadium, El Cairo    |                               |
|                     | Gomaa 74' (pen.) · Barakat 90+2' | Reporte | 61' Boulaouidet | Árbitro(s): Ali Sabah ( Irak) | Árbitro(s): Ali Sabah ( Irak) |

### Grupo B
| Club        | J | G | E | P | GF | GC | GD | Pts |
| ----------- | - | - | - | - | -- | -- | -- | --- |
| FUS Rabat   | 3 | 1 | 2 | 0 | 7  | 3  | +4 | 5   |
| Al-Ahed SC  | 3 | 1 | 2 | 0 | 3  | 2  | +1 | 5   |
| Zamalek SC  | 3 | 1 | 1 | 1 | 4  | 4  | 0  | 4   |
| Al-Nassr FC | 3 | 0 | 1 | 2 | 2  | 7  | -5 | 1   |

| 23 de julio de 2017 | Al-Nassr      | 1–1     | Al-Ahed  | Alexandria Stadium, Alejandría |                               |
|                     | Al-Shehri 37' | Reporte | 49' Diop | Árbitro(s): Ali Sabah ( Irak)  | Árbitro(s): Ali Sabah ( Irak) |

| 23 de julio de 2017 | Zamalek                          | 2–2     | Fath Union Sport | Alexandria Stadium, Alejandría                          |                                                         |
|                     | Morsy 43' (pen.) · Shikabala 65' | Reporte | 8' 89' Diakité   | Árbitro(s): Yaqoub Al-Hammadi ( Emiratos Árabes Unidos) | Árbitro(s): Yaqoub Al-Hammadi ( Emiratos Árabes Unidos) |

| 26 de julio de 2017 | Fath Union Sport                                 | 4–0     | Al-Nassr | Alexandria Stadium, Alejandría          |                                         |
|                     | Fouzair 11' 29' (pen.) 32' (pen.) · El-Bahri 60' | Reporte |          | Árbitro(s): Adham Makhadmeh ( Jordania) | Árbitro(s): Adham Makhadmeh ( Jordania) |

| 26 de julio de 2017 | Al-Ahed   | 1–0     | Zamalek | Alexandria Stadium, Alejandría     |                                    |
|                     | Zreik 84' | Reporte |         | Árbitro(s): Qasim Al-Hatmi ( Omán) | Árbitro(s): Qasim Al-Hatmi ( Omán) |

| 29 de julio de 2017 | Al-Ahed           | 1–1     | Fath Union Sport | Alexandria Stadium, Alejandría        |                                       |
|                     | Haidar 54' (pen.) | Reporte | 45' Khoursa      | Árbitro(s): Youssef Essrayri ( Túnez) | Árbitro(s): Youssef Essrayri ( Túnez) |

| 29 de julio de 2017 | Zamalek             | 2–1     | Al-Nassr    | Alexandria Stadium, Alejandría      |                                     |
|                     | Emam 1' · Hamdy 37' | Reporte | 11' Pereira | Árbitro(s): Mahmoud Ismail ( Sudán) | Árbitro(s): Mahmoud Ismail ( Sudán) |

### Grupo C
| Club             | J | G | E | P | GF | GC | GD | Pts |
| ---------------- | - | - | - | - | -- | -- | -- | --- |
| Espérance ST     | 3 | 3 | 0 | 0 | 6  | 2  | +4 | 9   |
| Al-Merrikh SC    | 3 | 1 | 1 | 1 | 3  | 4  | -1 | 4   |
| Al-Hilal FC      | 3 | 0 | 2 | 1 | 5  | 6  | -1 | 2   |
| Naft Al-Wasat SC | 3 | 0 | 1 | 2 | 3  | 5  | -2 | 1   |

| 24 de julio de 2017 | Naft Al-Wasat | 0–1     | Espérance        | Borg El Arab Stadium, Alejandría         |                                          |
|                     |               | Reporte | 83' 88' Khenissi | Árbitro(s): Ali Lemghaifry ( Mauritania) | Árbitro(s): Ali Lemghaifry ( Mauritania) |

| 24 de julio de 2017 | Al-Merrikh    | 1–1     | Al-Hilal       | Borg El Arab Stadium, Alejandría |                               |
|                     | Al-Madina 71' | Reporte | 26' Al-Dawsari | Árbitro(s): Mehdi Abid Charef    | Árbitro(s): Mehdi Abid Charef |

| 27 de julio de 2017 | Al-Hilal                     | 2–2     | Naft Al-Wasat                | Borg El Arab Stadium, Alejandría        |                                         |
|                     | Al-Qahtani 52' · Zabbani 58' | Reporte | 45+2' Ahmed · 80' Ayad Sadir | Árbitro(s): Redouane Jiyed ( Marruecos) | Árbitro(s): Redouane Jiyed ( Marruecos) |

| 27 de julio de 2017 | Espéranc      | 2–0     | Al-Merrikh | Borg El Arab Stadium, Alejandría          |                                           |
|                     | Badri 21' 70' | Reporte |            | Árbitro(s): Ibrahim Nour El Din ( Egipto) | Árbitro(s): Ibrahim Nour El Din ( Egipto) |

| 30 de julio de 2017 | Espérance                             | 3–2     | Al-Hilal                     | Borg El Arab Stadium, Alejandría        |                                         |
|                     | Matri 45' · Jouini 58' · Chaaleli 74' | Reporte | 49' Al-Yami · 60' Al-Rashidi | Árbitro(s): Adham Makhadmeh ( Jordania) | Árbitro(s): Adham Makhadmeh ( Jordania) |

| 30 de julio de 2017 | Al-Merrikh                           | 2–1     | Naft Al-Wasat | Borg El Arab Stadium, Alejandría                        |                                                         |
|                     | Abdul-Rahman 23' (pen.) · Osunwa 89' | Reporte | 2' Ahmed      | Árbitro(s): Yaqoub Al-Hammadi ( Emiratos Árabes Unidos) | Árbitro(s): Yaqoub Al-Hammadi ( Emiratos Árabes Unidos) |

## Fase Final

### Semifinales
| 2 de agosto de 2017 | Al-Ahly     | 1–2     | Al-Faisaly                   | Borg El Arab Stadium, Alejandría         |                                          |
|                     | Azaro 90+8' | Reporte | 26' Mendy · 37' (a.g.) Fathy | Árbitro(s): Ali Lemghaifry ( Mauritania) | Árbitro(s): Ali Lemghaifry ( Mauritania) |

| 3 de agosto de 2017 | Fath Union Sport | 1–2 (t. s.) | Espérance                         | Alexandria Stadium, Alejandría                 |                                                |
|                     | Semmoumy 28'     | Reporte     | 47' Chemmam · 95' (pen.) Khenissi | Árbitro(s): Turki Al-Khudair ( Arabia Saudita) | Árbitro(s): Turki Al-Khudair ( Arabia Saudita) |

### Final
| 6 de agosto de 2017 | Al-Faisaly             | 2–3 (t. s.) | Espérance                     | Alexandria Stadium, Alejandría            |                                           |
|                     | Zuway 72' · Attiah 88' | Reporte     | 46' 54' Bguir · 101' Dhaouadi | Árbitro(s): Ibrahim Nour El Din ( Egipto) | Árbitro(s): Ibrahim Nour El Din ( Egipto) |

## Campeón
| Copa de Clubes de la UAFA 2017 |
| ------------------------------ |
| Bandera de Túnez               |
| Espérance ST 3º Título         |

## Máximos goleadores
| Pos. | Jugador               | Club               | Goles                      | Goles                      | Goles |
| Pos. | Jugador               | Club               | Play-offs de clasificación | Fase de grupos en adelante | Total |
| ---- | --------------------- | ------------------ | -------------------------- | -------------------------- | ----- |
| 1    | Ahmad Zreik           | Al-Ahed            | 4                          | 1                          | 5     |
| 1    | Bakri Al-Madina       | Al-Merrikh         | 3                          | 2                          | 5     |
| 3    | Mohamed Fouzair       | Fath Union Sport   | N/A                        | 3                          | 3     |
| 4    | Amr Barakat           | Al-Ahly            | N/A                        | 2                          | 2     |
| 4    | Ziyad Ahmed           | Naft Al-Wasat      | 0                          | 2                          | 2     |
| 4    | Akram Zuway           | Al-Faisaly         | N/A                        | 2                          | 2     |
| 4    | Dominique Mendy       | Al-Faisaly         | N/A                        | 2                          | 2     |
| 4    | Mohamad Haidar        | Al-Ahed            | 1                          | 1                          | 2     |
| 4    | Lamine Diakité        | Fath Union Sport   | N/A                        | 2                          | 2     |
| 4    | Kelechi Osunwa        | Al-Merrikh         | 1                          | 1                          | 2     |
| 4    | Anice Badri           | Espérance de Tunis | N/A                        | 2                          | 2     |
| 4    | Saad Bguir            | Espérance de Tunis | N/A                        | 2                          | 2     |
| 4    | Taha Yassine Khenissi | Espérance de Tunis | N/A                        | 2                          | 2     |